# بشملة مسننة
بشملة مسننة (الاسم العلمي:Eriobotrya serrata) هي نوع من النباتات تتبع جنس البشملة من الفصيلة الوردية. تم وصف هذا النوع من النبات علمياً لأول مرة من قبل جول أيوجين فيدال سنة 1965.